# 6 tháng 12
Ngày 6 tháng 12 là ngày thứ 340 (341 trong năm nhuận) trong lịch Gregory. Còn 25 ngày trong năm.

## Sự kiện
- 1534 – Những người định cư Tây Ban Nha thành lập nên thành phố Quito, nay là thủ đô của Ecuador.
- 1768 – Ấn bản đầu tiên của Encyclopædia Britannica được xuất bản.
- 1790 – Quốc hội Hoa Kỳ chuyển từ thành phố New York đến thành phố Philadelphia.
- 1877 – Ấn bản đầu tiên của Washington Post được phát hành.
- 1897 – Luân Đôn trở thành thành thị đầu tiên trên thế giới có các Tắc xi được cấp phép.
- 1916 – Chiến tranh thế giới thứ nhất: Liên minh Trung tâm chiếm được thủ đô Bucharest của Romania.
- 1917 – Một tàu mang TNT và axít picric phát nổ khi va chạm với một tàu khác, gây ra vụ nổ phi hạt nhân do con người gây ra lớn thứ hai trong lịch sử.
- 1941 – Chiến tranh thế giới thứ hai: Anh Quốc tuyên chiến với Phần Lan để ủng hộ Liên Xô trên Mặt trận Phần Lan.
- 1947 – Vườn quốc gia Everglades tại Florida, Hoa Kỳ được thành lập.
- 1953 – Vladimir Vladimirovich Nabokov hoàn thành cuốn tiểu thuyết Lolita gây tranh luận.
- 1956 – Trận đấu bóng nước bạo lực giữa Hungary và Liên Xô diễn ra trong Thế vận hội Melbourne do ảnh hưởng từ Cách mạng Hungary.
- 1973 – Đại hội đồng Liên Hợp Quốc thông qua nghị quyết thành lập Đại học Liên Hợp Quốc tại Tokyo, Nhật Bản.
- 1992 – Thánh đường Hồi giáo Babri tại Ayodhya, Ấn Độ bị các tín đồ Ấn Độ giáo phá hủy, kích động náo loạn quy mô lớn khiến hàng nghìn người thiệt mạng.
- 2006 – NASA tiết lộ các bức ảnh chụp bởi Mars Global Surveyor cho thấy sự hiện diện của chất lỏng nước trên Sao Hỏa.
- 2008 – Bạo động bùng phát tại Hy Lạp sau khi một sĩ quan cảnh sát sát hại một thiếu niên 15 tuổi.

## Sinh
- 1421 – Henry VI, quốc vương Anh (m. 1471)
- 1778 – Joseph Louis Gay-Lussac, nhà vật lý học, nhà hóa học người Pháp (m. 1850)
- 1792 – William II, quốc vương Hà Lan (m. 1849)
- 1823 – Walter von Gottberg, tướng lĩnh người Đức (m. 1885)
- 1837 – Trương Vĩnh Ký, nhà báo và nhà ngôn ngữ học người Việt Nam (m. 1898)
- 1849 – August von Mackensen, nguyên soái người Đức (m. 1945)
- 1850 – Hans von Gronau, tướng lĩnh người Đức (m. 1940)
- 1898 – Gunnar Myrdal, nhà kinh tế học người Thụy Điển, đoạt giải thưởng Nobel (m. 1987)
- 1920 – George Porter, nhà hóa học người Anh, đoạt giải thưởng Nobel (m. 2002)
- 1920 – Dave Brubeck, nghệ sĩ piano jazz người Mỹ (m. 2012)
- 1949 – Lê Minh Khuê, nhà văn người Việt Nam
- 1950 – Joe Hisaishi, nhà soạn nhạc người Nhật Bản
- 1957 – Andrew Cuomo, chính trị gia người Mỹ
- 1966 – Châu Hải My, diễn viên người Hồng Kông
- 1967 – Lý Khắc Cần, ca sĩ, diễn viên người Hồng Kông
- 1971 – Ryan White, nạn nhân HIV/AIDS người Mỹ (m. 1990)
- 1976 – Alicia Machado, diễn viên và ca sĩ Venezuela, Hoa hậu Hoàn vũ 1996
- 1982 – Alberto Contador, vận động viên đua xe đạp người Tây Ban Nha

## Mất
- 343 – Nicôla thành Myra, giám mục Cơ Đốc giáo tại Tiểu Á (s. 270)
- 1185 – Afonso I, quốc vương của Bồ Đào Nha (s. 1109)
- 1352 – Giáo hoàng Clêmentê VI (s. 1291)
- 1388 – Trần Phế Đế, hoàng đế thứ 10 của nhà Trần (s. 1361).
- 1799 – Joseph Black, nhà vật lý và nhà hóa học người Anh Quốc (s. 1728)
- 1889 – Jefferson Davis, chính trị gia người Mỹ (s. 1808)
- 1892 – Ernst Werner von Siemens, nhà phát minh, nhà tư bản công nghiệp người Đức, thành lập Siemens AG (s. 1816)
- 1978 – Phạm Văn Sơn, sử gia Việt Nam (s. 1915)
- 1988 – Roy Orbison, ca sĩ, nghệ sĩ đàn ghita, người sáng tác bài hát người Mỹ (s. 1936)
- 1991 – Richard Stone, nhà kinh tế học người Anh, đoạt giải Nobel (s. 1913)
- 2005 – Devan Nair, chính trị gia người Singapore gốc Ấn sinh tại Malaysia, Tổng thống Singapore thứ 3 (s. 1923)
- 2013 – Diệp Quang Thủy, Phó Đề đốc Hải quân Việt Nam Cộng hòa
- 2017 – Johnny Hallyday, ca sĩ, diễn viên người Pháp (s. 1943)

## Những ngày lễ và kỷ niệm
- Lễ kính thánh Nicôla thành Myra
- Kỷ niệm ngày thành lập của Quito (Ecuador)
- Kỷ niệm sự kiện ban hành Hiến pháp Tây Ban Nha năm 1978
- Ngày Độc lập tại Phần Lan (1917), kỷ niệm độc lập của Phần Lan từ Nga vào năm 1917.
- Ngày các Lực lượng vũ trang tại Ukraina.
- Ngày hành động chống lại bạo lực đối với phụ nữ (Canada)